# Joachim Poß

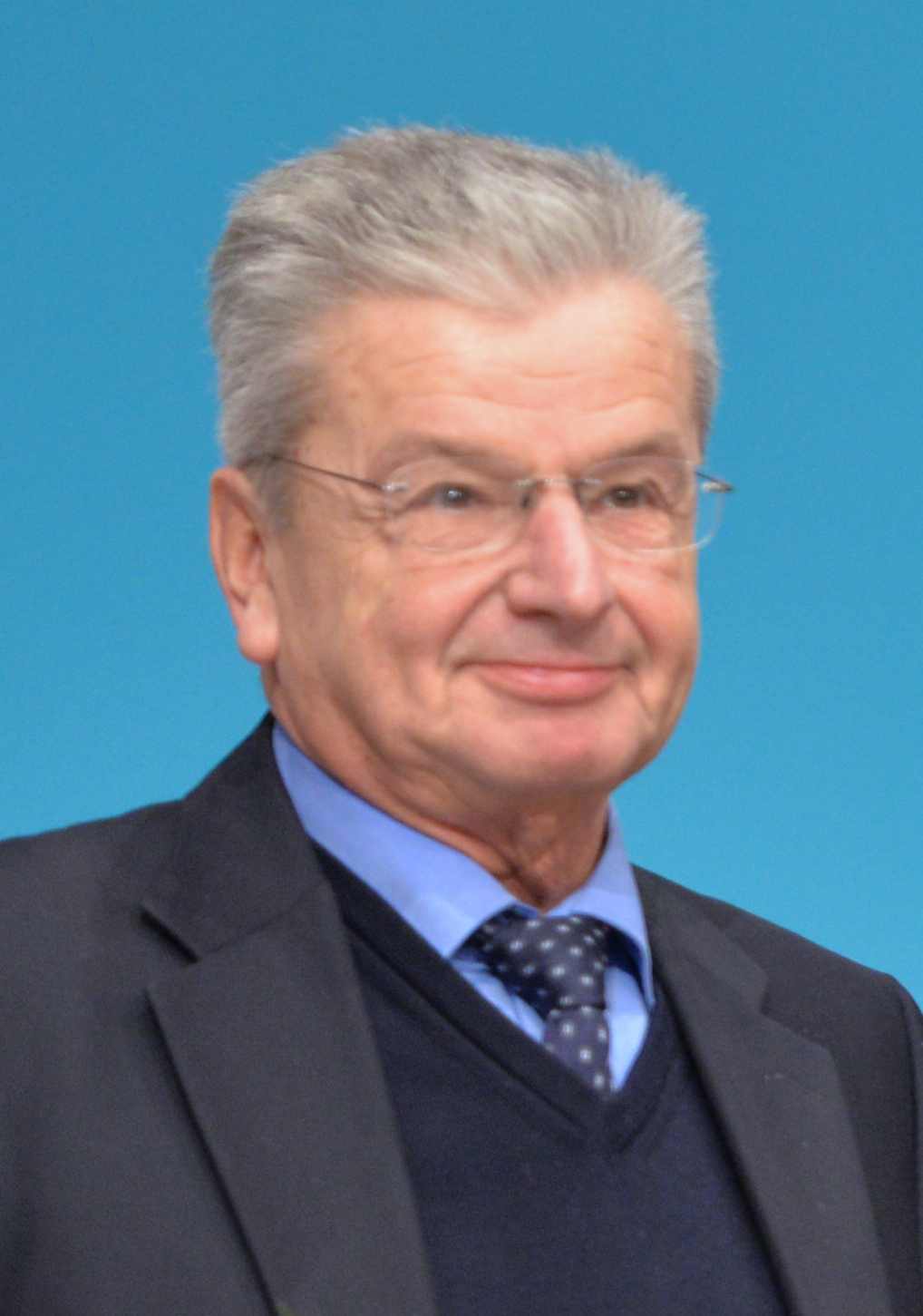
Joachim Poß im Dezember 2015

Joachim „Jochen“ Poß (* 27. Dezember 1948 in Westerholt/Westfalen) ist ein deutscher Politiker (SPD). Er war von 1980 bis 2017 Mitglied des Deutschen Bundestages. Zwischen 1999 und 2013 war er einer der stellvertretenden Vorsitzenden der SPD-Bundestagsfraktion. Während der Abwesenheit des damaligen Fraktionsvorsitzenden Frank-Walter Steinmeier von August bis Oktober 2010 war er zudem geschäftsführender Vorsitzender der SPD-Bundestagsfraktion.

## Leben und Beruf
Nach der Mittleren Reife 1965 machte Poß eine Ausbildung im Gehobenen Dienst und wurde 1970 zum Stadtinspektor befördert. Von 1972 bis 1973 leistete er seinen Zivildienst ab und war anschließend bis 1980 als hauptamtlicher Geschäftsführer und Verwaltungsleiter bei der Sozialistischen Jugend Deutschlands – Die Falken tätig.
Joachim Poß ist römisch-katholisch, verheiratet und hat drei Kinder.

## Partei
Poß trat 1966 in die SPD ein. Er war von 1980 bis 1992 Vorsitzender und von 1992 bis 1999 stellvertretender Vorsitzender des SPD-Unterbezirks Gelsenkirchen. Von 1998 bis 2001 war er außerdem Vorsitzender des SPD-Bezirks Westliches Westfalen. Von 1999 bis 2015 gehörte Poß dem Parteivorstand der SPD an.

## Abgeordneter
Von 1975 bis 1980 gehörte Poß dem Rat der Stadt Gelsenkirchen, ab 1977 als stellvertretender Vorsitzender der SPD-Fraktion, an.
Ab der Bundestagswahl 1980 war er Mitglied des Deutschen Bundestages. Zur Wahl des 19. Bundestags trat Poß 2017 nicht mehr an.
Joachim Poß zog stets als direkt gewählter Abgeordneter des Wahlkreises Gelsenkirchen I bzw. seit 2002 des Wahlkreises Gelsenkirchen in den Bundestag ein. Bei der Bundestagswahl 2005 erhielt er hier 59,7 % der Erststimmen, bei der Bundestagswahl 2009 waren es 54,3 % und damit bundesweit das beste Erststimmenergebnis für einen SPD-Bundestagskandidaten. 2013 erhielt er 50,5 % der Stimmen.
Von 1988 bis 1999 war er finanzpolitischer Sprecher der SPD-Bundestagsfraktion. Von 1999 bis 2013 war er stellvertretender Fraktionsvorsitzender für die Bereiche Finanzen und Haushalt. Ab 2013 war er Mitglied des Ausschusses für die Angelegenheiten der Europäischen Union. 
Als Frank-Walter Steinmeier 2010 aufgrund der Nierenspende für seine Frau krankheitsbedingt das Amt des SPD-Fraktionsvorsitzenden im Bundestag nicht ausüben konnte, bestimmte er Poß zum Interimsvorsitzenden.
Er war Mitglied im Ausschuss für die Angelegenheiten der Europäischen Union und stellvertretendes Mitglied im Finanzausschuss.

## Auszeichnungen
- 2006: Pfeifenraucher des Jahres
- 2013: Verdienstkreuz 1. Klasse der Bundesrepublik Deutschland
- 2018: Willy-Brandt-Medaille[7]